# Steffen Apelt
Steffen Apelt (* 25. August 1962 in Weißwasser) ist ein deutscher Politiker (CDU) und seit dem 1. März 2016 Bürgermeister der Stadt Hohen Neuendorf. Apelt ist seit 1993 Mitglied der Stadtverordnetenversammlung von Hohen Neuendorf und war von 1998 bis 2003 Vorsitzender des Finanzausschusses. Er ist seit 2003 Vorsitzender des Bauausschusses, war von 2003 bis 2008 und ist seit 2010 Vorsitzender der CDU-Fraktion in der Stadtverordnetenversammlung von Hohen Neuendorf.